# Kommunalwahlen in der DDR 1970
Die Kommunalwahlen in der DDR 1970 fanden am 19. Mai 1970 statt. Es waren die fünften Kommunalwahlen in der DDR.

## Wahlsystem
Es war eine Scheinwahl. Es konnte lediglich über die Einheitsliste der Nationalen Front abgestimmt werden. Die Wahl hatte auf die Stärke der Fraktionen keinen Einfluss. Deren Größe wurde im Voraus festgelegt. Das Wahlrecht der DDR erlaubte auf dem Papier die öffentliche Kontrolle der Wahlauszählung. In der Praxis fand dies aus Angst vor Repressionen nicht statt. Als Zustimmung zur Liste der Nationalen Front wurden alle Stimmzettel gewertet, bei denen nicht alle Kandidaten gestrichen worden waren. Bestimmt wurden die Abgeordneten in Gemeinden, Städten und Kreisen.
Die Kommunalwahlen fanden auch in Ost-Berlin statt. Aufgrund des Viermächte-Status der Stadt Berlin war Ost-Berlin nicht Teil der DDR, die „Stadtverordnetenversammlung von Groß-Berlin“ (gemeint war Ost-Berlin) war faktisch jedoch einem Bezirkstag gleichgestellt.

## Wahlergebnis
Mehr als 12 Millionen Einwohner waren wahlberechtigt, nach offiziellen Angaben lag die Wahlbeteiligung bei 97,97 %. 4678 Stimmzettel waren ungültig. 99,83 % der Wähler stimmten nach den offiziellen Zahlen für die Einheitsliste. 0,17 % oder 20.571 Stimmen wurden als Gegenstimmen ausgewiesen.
In den Kreistagen bzw. Stadtverordnetenversammlungen der Stadtkreise wurden 17.214 Mandate vergeben. In den Stadtverordnetenversammlungen der kreisangehörigen Städte und Gemeindevertretungen waren dies 180.890 und in den Stadtbezirksversammlungen 3000. Diese verteilten sich nach folgendem Schlüssel (hierbei ist zu beachten, dass die Abgeordneten der Massenorganisationen vielfach ebenfalls SED-Mitglieder waren):
| Partei/Gruppe | Partei/Gruppe                               | Akronym                | Sitze Kreistage | Sitze Stadtverordnetenversammlungen | Sitze Stadtbezirksversammlungen |
| ------------- | ------------------------------------------- | ---------------------- | --------------- | ----------------------------------- | ------------------------------- |
|               | Sozialistische Einheitspartei Deutschlands  | SED                    | 4463            | 60.382                              | 819                             |
|               | Freier Deutscher Gewerkschaftsbund          | FDGB                   | 2029            | 28.601                              | 445                             |
|               | Christlich-Demokratische Union Deutschlands | CDU                    | 1736            | 10.145                              | 309                             |
|               | Liberal-Demokratische Partei Deutschlands   | LDPD                   | 1644            | 6043                                | 308                             |
|               | Demokratische Bauernpartei Deutschlands     | DBD                    | 1661            | 14.111                              | 158                             |
|               | National-Demokratische Partei Deutschlands  | NDPD                   | 1718            | 5765                                | 304                             |
|               | Freie Deutsche Jugend                       | FDJ                    | 1499            | 14.740                              | 294                             |
|               | Demokratischer Frauenbund Deutschlands      | DFD                    | 1230            | 19.563                              | 241                             |
|               | Kulturbund                                  | KB                     | 435             | 1671                                | 73                              |
|               | Vereinigung der gegenseitigen Bauernhilfe   | VdgB/BHG               | 483             | 14.740                              | 13                              |
|               | Konsumgenossenschaften                      | Konsumgenossenschaften | 312             | 7752                                | 36                              |
|               | Nationale Front                             | Nationale Front        | 4               | 2717                                | ./.                             |

## Rechtsgrundlagen
Rechtsgrundlage der Wahl war das Wahlgesetz vom 31. Juli 1963 in der Fassung vom 17. Dezember 1969. Die Wahlordnung war durch Beschluss des Staatsrates der DDR vom 31. Juli 1963 festgelegt worden.